# François-Joseph Robert de Lignerac
François-Joseph Robert de Lignerac, duc de Caylus (29 février 1820 - 11 février 1905), est un homme politique français.

## Biographie
Il est admis à siéger à la Chambre des pairs en 1823, en remplacement de son père Joseph-Louis Robert de Lignerac.